# Issipile (Galuppi)
Issipile es el título de un “dramma per musica” que el italiano Pietro Metastasio (1698 – 1782) escribió como poeta oficial del Emperador de Austria. Este libreto es el décimo de los 27 que escribió Metastasio, y se sitúa entre  Demetrio (1731) y  Adriano en Siria  (1732). 
El texto fue encargado para que sirviera de libreto a la ópera homónima del compositor italiano Francesco Bartolomeo Conti cuyo estreno tuvo lugar en el Teatro Imperial de la Corte de Viena, el 7 de febrero de 1732.

## Composición
Para escribir el libreto Metastasio se basó en los trabajos del historiador griego Heródoto de Halicarnaso, concretamente en el libro VI, así como en los autores latinos Ovidio y Valerio Flaco.

## Estreno
En 1737 el compositor italiano Baldassare Galuppi (Burano, 1706 – Venecia, 1785), compuso sobre el drama de Metastasio una ópera homónima, cantada en italiano y dividida en tres actos, cuyo estreno tuvo lugar en el  Teatro Regio de Turín, el 26 de diciembre.

## Personajes
| Personaje                                                                | Tesitura   | Reparto el 26 de diciembre de 1737 Director: Baldassare Galuppi |
| ------------------------------------------------------------------------ | ---------- | --------------------------------------------------------------- |
| Toante (Rey de la isla de Lemnos y padre de Issipile)                    | bajo       | Cesare Grandi                                                   |
| Issipile (Hija de Toante y amante de Jasón)                              | soprano    | Caterina Visconti                                               |
| Jasón (Príncipe de Tesalia, amante de Issipile y jefe de los argonautas) | castrato   | Giovanni Carestini (Cusanino)                                   |
| Eurinome (Noble viuda, madre de Learco)                                  | soprano    | Maddalena Girardini                                             |
| Learco (Hijo de Eurinome y enamorado no correspondido de Issipile)       | sopranista | Giovanni Battista Mancini                                       |
| Rodope (Amiga de Issipile y enamorada no correspondida de Learco)        | soprano    | Anna Cattarina della Parte                                      |

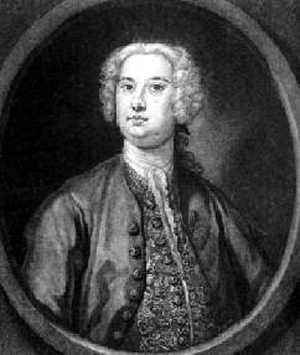
El castrato Giovanni Carestini (c.1740)

La escenografía estuvo a cargo de Alessandro Mauro

## Argumento
La acción se desarrolla en la isla de Lemnos, en el mar Egeo.
Los soldados de Lemnos se encuentran luchando en la vecina Tracia y, atraídos por las riquezas y el amor de las bellas mujeres enemigas, han demorado por muchos meses el regreso a su patria. Sus abandonadas esposas, irritadas por tamaño desprecio, han cambiado su amor hacia ellos por profunda ira. Finalmente, Toante, rey de Lemnos, deseoso de celebrar la boda de su hija Issipile con Jasón, príncipe de Tesalia, convence a los guerreros de la necesidad de regresar a la patria. 
Dicha noticia no es bien acogida por las mujeres de Lemnos que, incapaces de olvidar el desprecio de sus hombres, deciden matar a todos los guerreros conforme vayan regresando de la guerra. Ellas acuerdan disimular su ira y llevar a cabo la masacre aprovechando el desorden y tumulto que se producirá durante las fiestas en honor a Baco.
Issipile, que no está de acuerdo con la decisión tomada por sus compañeras, intenta infructuosamente avisar a su padre Toante del peligro que corre y, para protegerlo de la furia de las mujeres, lo oculta y finge haberlo ya asesinado. Al llegar la noticia de la muerte de Toante a oídos de Jasón, produce en éste un profundo rechazo hacia la virtuosa princesa y, al quedar descubierta la mentira, Issipile queda expuesta a la furia de las demás mujeres.

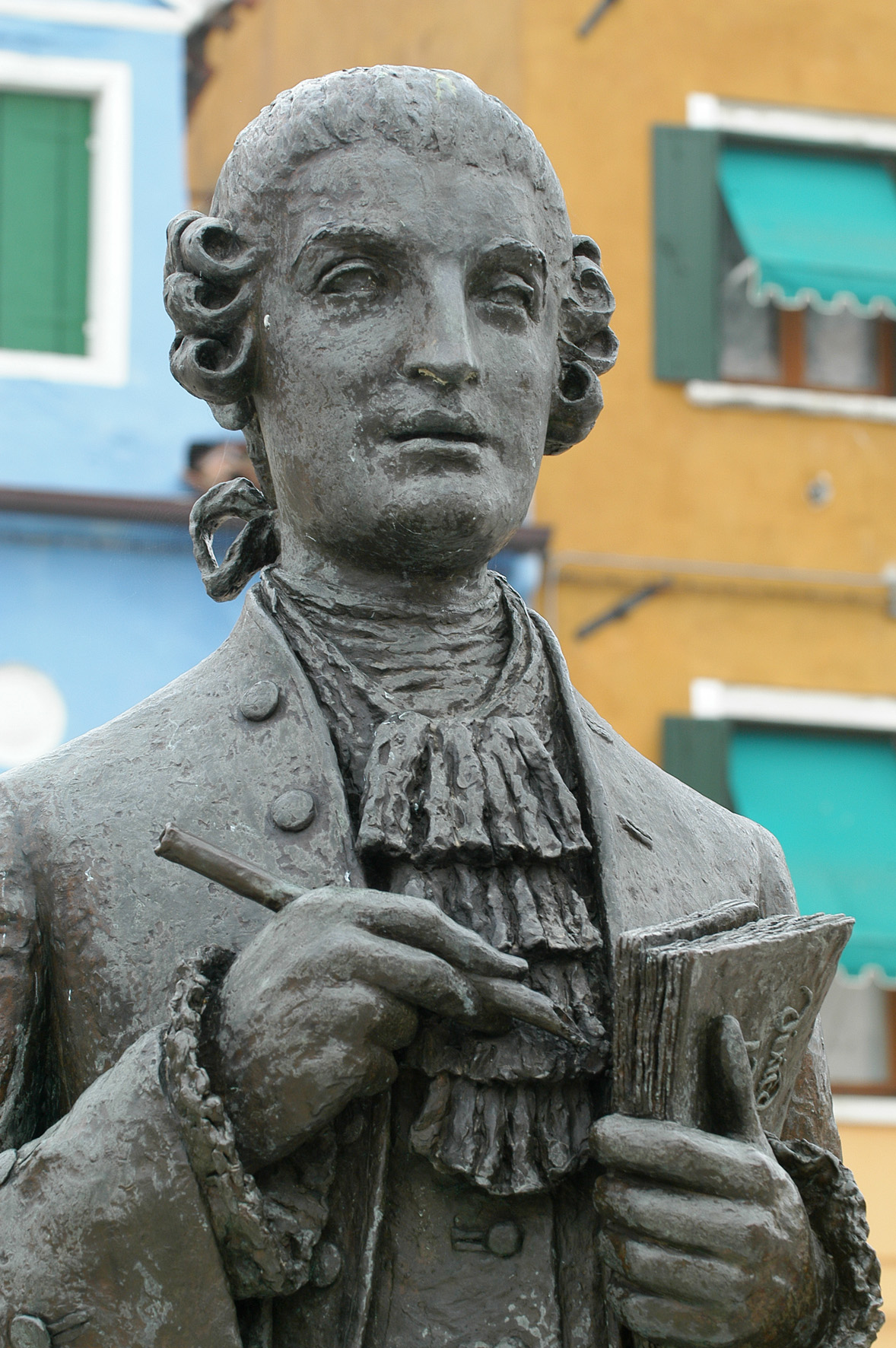
Monumento a Baldassare Galuppi en Burano.

Learco, hijo de Eurinome, habiendo pretendido inútilmente la mano de Issipile, decide raptarla y, para evitar la furia de Toante, huye de Lemnos y hace correr la voz de que se ha suicidado. Esta supuesta muerte es el motivo del odio implacable de Eurinome contra el rey Toante y la causa por la que ella se convirtió en cabecilla e instigadora de la conjura femenina para llevar a cabo su venganza personal. Mientras tanto, Learco se convierte en pirata, pero no puede olvidar su amor por Issipile. 
Learco, al tener noticias de la próxima boda de Jasón e Issipile, decide entrar sigilosamente con sus piratas en la ciudad para intentar raptar a la princesa o al menos interrumpir la boda. Tras una breve lucha los piratas son descubiertos y capturados, por lo que Issipile finalmente puede ver a su padre a salvo, a su raptor castigado y a su amado Jasón convertido en su esposo.

## Influencia
Metastasio tuvo gran influencia sobre los compositores de ópera desde principios del siglo XVIII a comienzos del siglo XIX. Los teatros de más renombre representaron en este período obras del ilustre italiano, y los compositores musicalizaron los libretos que el público esperaba ansioso. “Issipile” fue utilizada por más de veinte compositores como libreto para sus óperas.